# Jan Řehula
Jan Řehula, né le 15 novembre 1973 à Egra en Tchécoslovaquie, est un triathlète professionnel  tchèque.

## Biographie
Lors des Jeux olympiques d'été de 2000 à Sydney, il remporte une médaille de bronze dans l'épreuve de triathlon, ce sport faisant sa première apparition aux Jeux. Il est devancé par le triathlète canadien Simon Whitfield, médaillé d'or, et par l'Allemand Stephan Vuckovic qui termine deuxième. En 2009 il remporte l'Ironman 70.3 de Putraya en Malaisie. Il participe également à des compétitions de Cross triathlon sur le circuit international Xterra.

## Palmarès
Le tableau présente les résultats les plus significatifs (podium) obtenus sur le circuit international de triathlon depuis 1998,.
| Année | Compétition                                          | Pays               | Position          | Temps           |
| ----- | ---------------------------------------------------- | ------------------ | ----------------- | --------------- |
| 2009  | Ironman 70.3 Putrajaya                               | Malaisie           |                   | 4 h 1 min 19 s  |
| 2005  | Coupe d'Asie - l'étape de Tongyeong                  | Corée du Sud       |                   | 1 h 52 min 18 s |
| 2005  | Coupe d'Asie - l'étape de Seoraksan                  | Corée du Sud       |                   | 1 h 52 min 28 s |
| 2005  | Coupe d'Asie - l'étape de Macao                      | Macao              |                   | 1 h 48 min 52 s |
| 2005  | Coupe d'Asie - l'étape de Hong-Kong                  | Hong Kong          |                   | 1 h 59 min 2 s  |
| 2004  | Xterra République Tchèque                            | République tchèque |                   | 2 h 18 min 18 s |
| 2003  | Xterra République Tchèque                            | République tchèque |                   | Timing          |
| 2003  | Coupe d'Europe - l'étape de Sofia                    | Bulgarie           |                   | 1 h 54 min 48 s |
| 2003  | Coupe d'Europe - l'étape de Gyor                     | Hongrie            |                   | 1 h 54 min 53 s |
| 2001  | Triathlon de Gérardmer M                             | France             |                   | 3 h 46 min 10 s |
| 2000  | Jeux olympiques - Sydney                             | Australie          |                   | 1 h 48 min 45 s |
| 2000  | GP de triathlon - Étape de Saint-Quentin-en-Yvelines | France             | Médaille d'argent | Timing          |
| 1999  | GP de triathlon - Étape de Rennes                    | France             | Médaille d'or     | Timing          |
| 1999  | Championnat d'Europe                                 | Portugal           |                   | 1 h 48 min 51 s |
| 1999  | Coupe du monde - l'étape de Monte-Carlo              | Monaco             |                   | 1 h 50 min 27 s |
| 1999  | Coupe du monde - l'étape de Lausanne                 | Suisse             |                   | 1 h 57 min 34 s |
| 1998  | Coupe du monde - l'étape de Corner Brook             | Canada             |                   | 1 h 59 min 21 s |